# Епархии Антиохийской православной церкви
В составе Антиохийской православной Церкви на июль 2019 года существует 30 епархий. Из них: 21 прямого подчинения и ещё 9 в составе самоуправляемой и автономной Архиепископии Северной Америки.

## Епархии прямого подчинения

### Австралийская, Новозеландская и Филиппинская митрополия
На территории указанных государств. Правящий архиерей — митрополит Василий (Котсие).

### Аккарская (Аркадийская) и прилежащих земель митрополия
Ливан частично. Правящий архиерей — митрополит Василий (Мансур).

### Алеппская и Искандерунская и прилежащих земель митрополия
Халебская, Идлибская, Раккинская мухафазы Сирии; Хатайский ил Турции. Правящий архиерей — митрополит Павел (Язиджи).

### Багдадская, Кувейтская, Аравии и близлежащих земель митрополия
Ирак, Кувейт, Саудовская Аравия, Йемен, Оман. Правящий архиерей — митрополит Гаттас (Хазим).

### Бейрутская митрополия
Бейрут и окрестности, Ливан. Правящий архиерей — митрополит Илия (Ауди).

### Библо-Ботрийская (Гор Ливанских) митрополия
Ливан частично. Правящий архиерей — митрополит Силуан (Муса).

### Бострийская, Хауранская и Каменной Аравии митрополия
Юго-западная Сирия. Правящий архиерей — митрополит Савва (Эсбер).

### Британская и Ирландская митрополия
Великобритания, Ирландия. Правящий архиерей — митрополит Силуан (Онер).

### Буэнос-Айресская и Аргентинская митрополия
Аргентина. Правящий архиерей — митрополит Иаков (Эль Хури).

### Митрополия Германии и Центральной Европы
Центральная Европа. Правящий архиерей — митрополит Исаак (Баракат).

### Дамасская (Антиохийская) епархия
Правящий архиерей — Патриарх Антиохии и всего Востока Иоанн Х.

### Захлийская (Илиопольская) епархия
Правящий архиерей — Иона (Аль-Сури).

### Латакийская епархия
Правящий архиерей — митрополит Афанасий (Фахд).

### Мексиканская митрополия
Правящий архиерей — митрополит Игнатий (Самаан).

### Сан-Паульская и Бразильская митрополия
Бразилия. Правящий архиерей — митрополит Дамаскин (Мансур).

### Сантьягская и Чилийская митрополия
Чили. Правящий архиерей — митрополит Сергий (Абад).

### Сурская (Тирская) митрополия
Ливан, частично. Правящий архиерей — митрополит Илия (Кфури).

### Триполийская, Эль-Куринская и прилежащих земель митрополия
Триполийский, Згартинский, (Эль-)Куринский, Миние-Данийский районы Ливана. Правящий архиерей — митрополит Ефрем (Кириакос).

### Митрополия Франции, Западной и Южной Европы
Западная Европа. Правящий архиерей — митрополит Игнатий (Аль-Хуши).

### Хамаская (Епифанийская) епархия
Правящий архиерей — митрополит Николай (Баалбаки).

### Хомсская (Эмесская) епархия
Правящий архиерей — митрополит Георгий (Абу-Захам).

## Епархии Архиепископии Северной Америки
- Архиепископальный округ
- Епархия Вичиты
- Епархия Ворчестера
- Епархия Игл-Ривер
- Епархия Лос-Анджелеса
- Епархия Майами
- Епархия Окленда
- Епархия Оттавы
- Епархия Толедо